# Thibarine
Il Thibarine (pronunciato tibarìn) è un liquore di origine tunisina a base di datteri aromatizzato o meno con erbe varie. Il procedimento di produzione prevede la distillazione nella fase finale di preparazione.

## Origini
La ricetta originale venne elaborata in Svizzera dai frati domenicani che verso la fine del XIX secolo stabilirono un monastero nella regione di Thibar in Tunisia. Da qui il nome Thibarine.

## Caratteristiche
Si presenta di colore scuro con gradazione alcolica di circa il 40%.

## Degustazione
Viene servito sia come aperitivo che digestivo ma viene anche utilizzato in alcuni cocktail, tra i quali il soviva (con thibarine, boukha, succo d'arancia e granatina).